# 아크롤레인
아크롤레인(Acrolein, 체계명: propenal)은 가장 단순한 형태의 불포화 알데하이드이다. 무색의 액체이며 콕 찌르는 매캐한 냄새를 띤다. 식용유를 발연점까지 가열시 지방이 타는 냄새는 지방이 아크롤레인으로 쪼개질 때 글리세롤에 의해 발생한다. 프로펜으로부터 산업적으로 생산되며 살생제 등에 사용된다.

## 역사
아크롤레인은 스웨덴의 화학자 옌스 야코브 베르셀리우스에 의해 1839년 처음 명명되었으며 알데하이드로 규정되었다.

## 생산
아크롤레인은 프로펜의 산화를 통해 산업적으로 준비된다.
CH2CHCH3 + O2 → CH2CHCHO + H2O